# Понтеландолфо
Понтеландолфо (итал. Pontelandolfo) је насеље у Италији у округу Беневенто, региону Кампанија.
Према процени из 2011. у насељу је живело 1046 становника. Насеље се налази на надморској висини од 516 м.

## Становништво
Према резултатима пописа становништва 2011. у општини је живело 2.288 становника.
| 1936. | 1951. | 1961. | 1971. | 1981. | 1991. | 2001. | 2011. |
| ----- | ----- | ----- | ----- | ----- | ----- | ----- | ----- |
| 5.882 | 6.498 | 6.217 | 4.279 | 3.993 | 3.502 | 28    | 2.288 |